# Sân vận động Câu lạc bộ Fujairah
Sân vận động Fujairah là một sân vận động đa năng ở Fujairah, Các Tiểu vương quốc Ả Rập Thống nhất. Sân hiện được sử dụng chủ yếu cho các trận đấu bóng đá. Đây là sân nhà của Fujairah FC. Sân vận động có sức chứa 10.645 người.